# Zugpendel

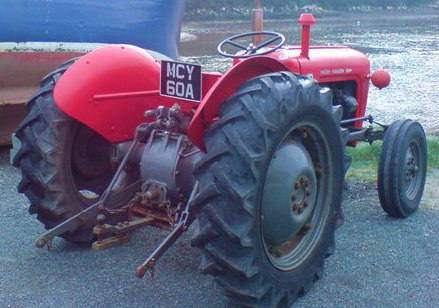
Zugpendel mit Kugelkopfbolzen (mittig unten am Heck) Massey-Ferguson-Traktor aus den 1950er oder 1960er Jahren

Ein Zugpendel ist eine Anhängevorrichtung, die in der Landtechnik vor allem an Traktoren Verwendung findet und die „Untenanhängung“ diverser Arbeitsgeräte und Anhänger ermöglicht. Dazu ist es nach hinten weisend als tiefster Punkt mittig am Traktorheck angebracht.
Historisch wie herstellerabhängig gibt es verschiedene Zugpendel-Konstruktionen. Sie unterscheiden sich vor allem in der Art der Befestigung am Traktor, im Längsaufbau (kurz oder lang, fest oder längenverstellbar, ein- oder mehrteilig, gerade oder gebogen) und in den Kupplungspunkten (Schäkel-, Kugelkopf- oder Bolzenverbindung). Ihnen allen ist jedoch gemeinsam, dass das Zugpendel-Gestänge prinzipiell horizontal beweglich ist und in der Aufsicht von hinten einem Pendel ähnelt. Je nach Anwendung lässt sich das horizontale Spiel freigeben oder beschränken, und zum spurversetzten Arbeiten lässt sich die horizontale Position des Kupplungspunktes auch links oder rechts von der Traktormitte feststellen.
Im Deutschen werden manchmal rein längenverstellbare Zugstangen ebenfalls als Zugpendel bezeichnet. Deren Grundkonstruktion gleicht zwar üblichen Zugpendeln, dank permanenter Fixierung erlauben sie aber kein von der Traktorlängsachse abweichendes seitliches Verschwenken („Pendeln“).

## Geschichte

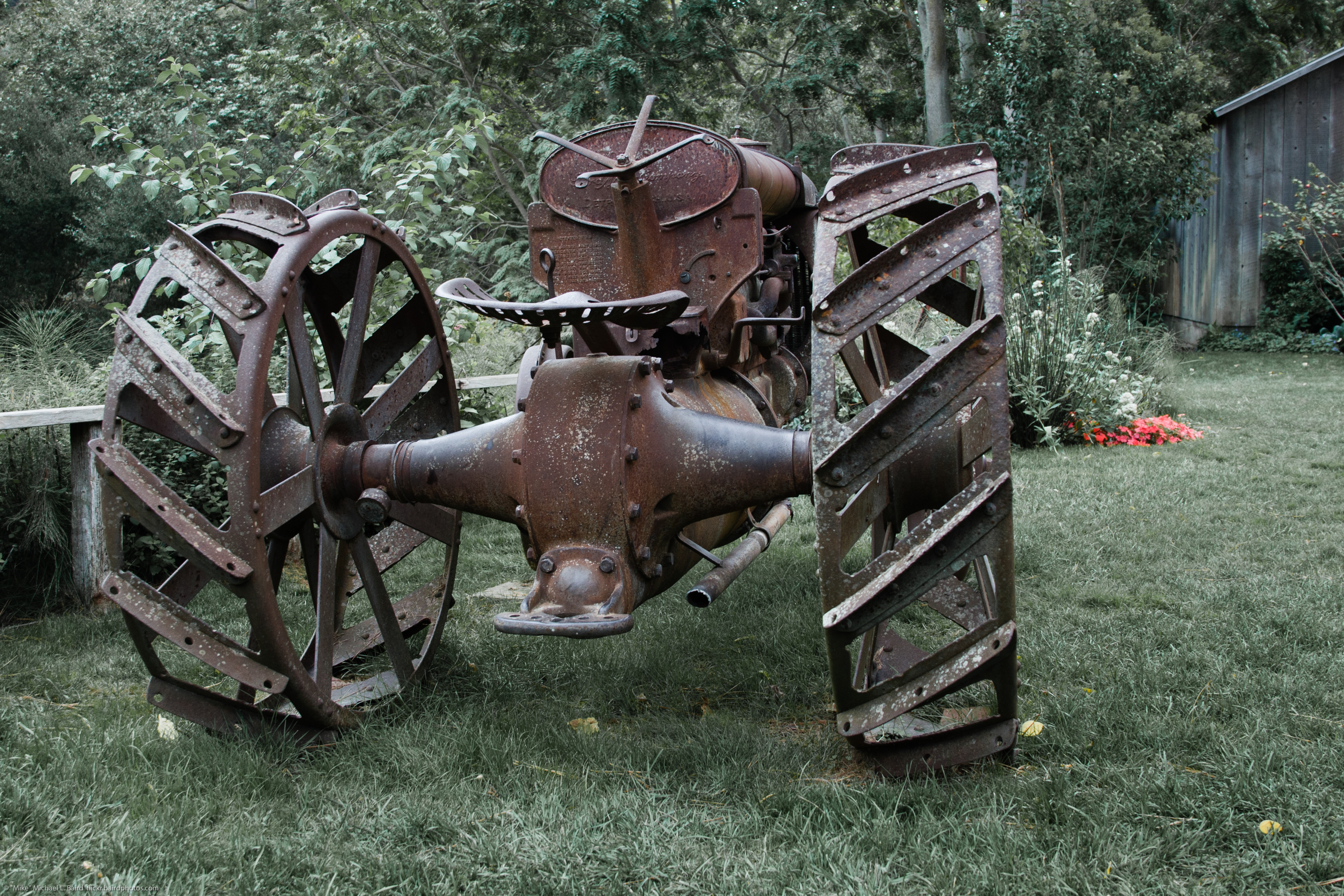
Einfache starre Zugvorrichtung an einem Fordson-Schlepper „Modell F“ (ab 1917 gebaut)

Als historische Vorläufer der Zugpendel können u. a. schwenkbare hölzerne Zugstangen an Fuhrwerken und anderen tiergezogenen landwirtschaftlichen Geräten gelten. Ende des 19. und Anfang des 20. Jahrhunderts boten Lokomobile (Dampftraktoren) und frühe Traktoren nur sehr einfache, starr montierte Bauteile zum Ankuppeln der zu ziehenden Geräte, Maschinen und Anhänger. Diese Vorrichtungen bestanden oft nur aus einer einzigen großen Öse oder einer Metallplatte mit wenigen, dann meist unterschiedlich großen Löchern, an denen eine Zugkette, Zugstange bzw. Deichsel befestigt werden konnte.
Mit dem Aufkommen fester Ackerschienen mit regelmäßigen Lochbohrungen fast über die gesamte Traktorbreite – zuerst zwischen den Hinterrädern, später auch dahinter – entstand Anfang des 20. Jahrhunderts die Möglichkeit, Geräte nicht nur mittig, sondern auch seitlich versetzt anzuhängen. Der zur Traktorfahrspur etwas versetzte Geräteeinsatz war bei den damals noch geringen Arbeitsbreiten beispielsweise in Hanglagen oder entlang von Wassergräben von Vorteil, weil sich dadurch u. a. die Kipp- oder Abrutschgefahr für die Zugmaschine reduzieren ließ. Beim Wechseln der Anhängung von einer Seite zur anderen musste das häufig schwere Gerät allerdings immer ausgehoben und neu eingekuppelt werden.

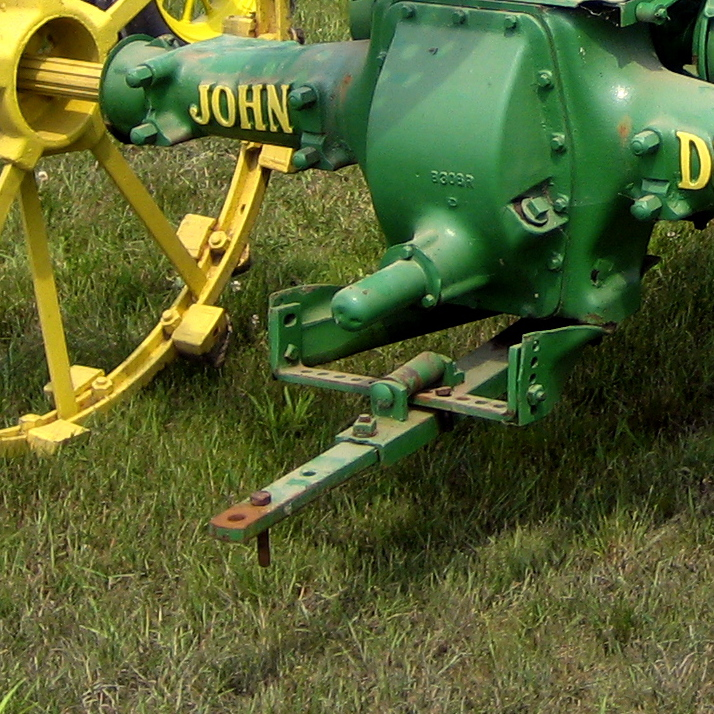
Zugpendelrahmen mit längenverstellbarer Zugstange an einem John-Deere-Traktor aus den 1930er Jahren

Die ersten Zugpendel für Traktoren wurden dann in den 1920er Jahren gebaut und anschließend weiterentwickelt.
Durch sie ließ sich der Arbeits- und Zeitaufwand beim Seitenwechsel der Anhängung im Vergleich zur Ackerschiene reduzieren. Es mussten lediglich die das Seitenspiel begrenzenden Bolzen im Zugpendelrahmen umgesteckt werden; die Verbindung zwischen Traktor und Gerät blieb dabei bestehen.
Außerdem ermöglichten Zugpendel bei freigegebenem Pendelspiel (freie Beweglichkeit nach links und rechts ungefähr über die Breite einer Ackerschiene) deutlich engere Wenderadien und stellten bei Kurvenfahrten unter Last eine nahezu gleichbleibende Kraftübertragung sicher. Letzteres war besonders bei der Bodenbearbeitung auf kleinen und nicht rechteckig begrenzten Feldern von Bedeutung. Daneben konnte die flexible Zugpendelanhängung gegenüber starren Zugverbindungen das Lenken des Traktors vor allem auf schweren und unregelmäßigen (z. B. steinreichen) Böden erleichtern. Dies machte sich speziell beim Pflügen bemerkbar, wo durch den bodenwendenden Pflug starke einseitige Kräfte (Seitenzug) auf den Traktor wirken, was selbst bei Geradeausfahrt ständiges Gegenlenken erfordert.
Gleichzeitig stellte die freie Zugpendelnutzung anfänglich eine erhebliche Unfallgefahr dar. Insbesondere bei kurzem Abstand zwischen Traktor und Gerät und größerer Gerätebreite konnte es bei Wendevorgängen passieren, dass das angehängte Gerät während der Fahrt das innere (bei Traktoren grundsätzlich angetriebene) Hinterrad berührt, was fast zwangsläufig zum umgehenden Umkippen des Traktors zur Kurvenaußenseite führt. Überrollschutzbügel (ROPS) und Sicherheitskabinen waren damals noch nicht verbreitet. Entsprechende Unfälle hatten deswegen oft schwere Verletzungen oder den Tod des Fahrers zur Folge.
In der zweiten Hälfte des 20. Jahrhunderts wurde die Standardisierung der Zugpendel eingeleitet. Sie ging unter anderem mit einer Beschränkung der Pendelwinkel einher, was Kontakte zwischen Geräten und Rädern und damit die klassischen „Zugpendel-Unfälle“ weitgehend ausschloss, und mündete 1992 in der ersten internationalen Zugpendel-Norm.
Zusammen mit dem Rückgang unter anderem der Hochdruckpressen für den Standardtraktor hat der Einsatz des Zugpendels gegen Ende des 20. Jahrhunderts an Bedeutung verloren. Auf Grund vielfältiger technischer Entwicklungen spielen ehemalige Zugpendel-Vorteile kaum noch eine entscheidende Rolle. – Übliche Arbeitsbreiten gezogener Geräte übersteigen häufig die eigentliche Traktorbreite und klassisches spurversetztes Arbeiten ist daher nur noch selten anzutreffen. Stark gestiegene Motorleistungen und Allradantrieb erlauben ausreichende Kraftübertragung (verbesserte Traktion) auch auf schweren Böden und in engen Kurven. Lenksysteme erleichtern das Spurhalten und andere Formen der Untenanhängung bieten höheren Fahrkomfort. Darüber hinaus wird der Dreipunktanbau auch bei vielen, früher typischerweise unten angehängten Geräten zunehmend zum Standard. Mit automatischen Hubwerksregelungen, insbesondere mit EHR und Schwimmstellung, bietet er eine flexible, robuste und leistungsfähige Technik zum Einsatz von Arbeitsgeräten. Zum Schleppen von Transportanhängern hat sich hingegen die Bolzenkupplung durchgesetzt.

## Normierung

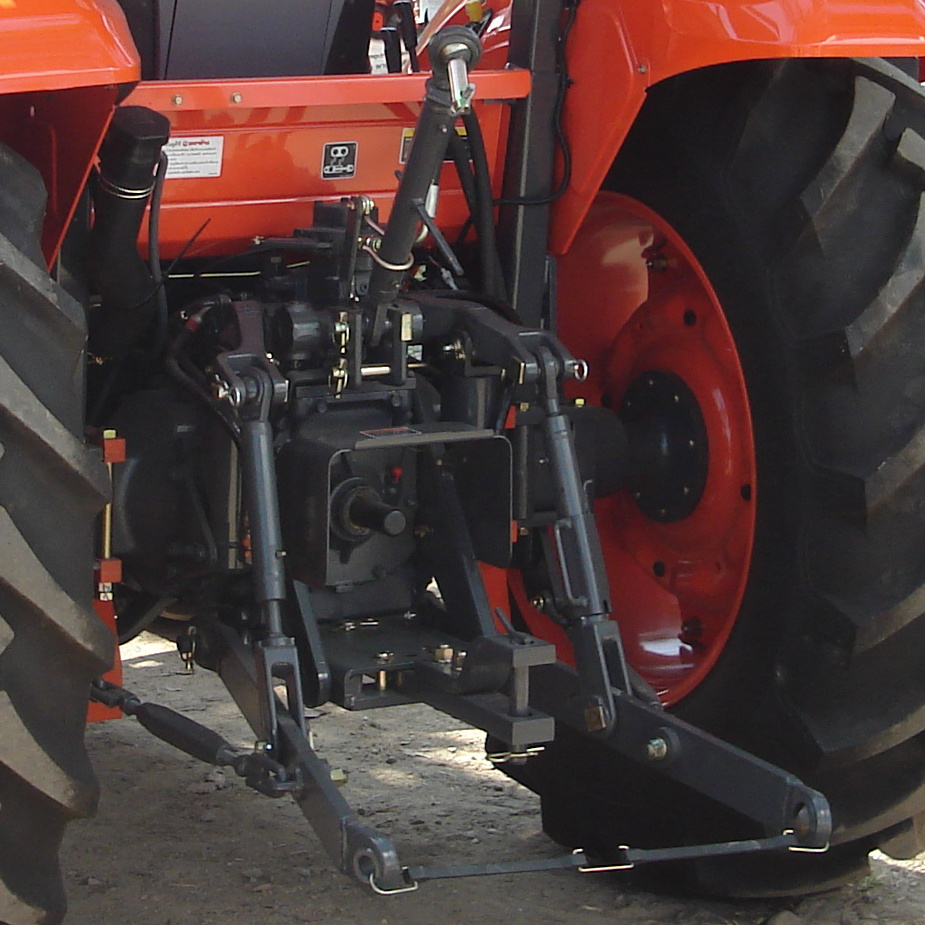
Modernes Zugpendel (mittig im unteren Bilddrittel) unterhalb der Zapfwelle zwischen den beiden Unterlenkern des Heckhubwerks eines Kubota-Traktors

Moderne Zugpendel sind seit Anfang der 1990er Jahre in der ISO-Norm 6489-3 bzw. in der DIN 9677 technisch beschrieben und standardisiert. Ihre Abmessungen und aufnehmbaren Stützlasten sind in Abhängigkeit von den Kraftheber-Kategorien gemäß ISO 730 und von den Zugpendel-Längseinstellungen geregelt. Je weiter ein Stützpendel nach hinten ausgezogen ist, desto geringer ist die zulässige Stützlast.
Neben der am Traktor bzw. am Anhängebock (Kupplungslagerbock) montierten Halterung (Tragrahmen, Tragplatte) bestehen normierte Zugpendel im Wesentlichen aus einem Zugpendelrahmen (Zugrahmen, Pendelrahmen) und zwei übereinander angeordneten Flachstählen (Zugstange, Pendelstange), die ein nach hinten offenes Zugmaul (Fangmaul) bilden. Der Zugpendelrahmen gibt die horizontale Lage und das maximale Seitenspiel vor. Mit dem hersteller- und traktorspezifischen Tragrahmen kann er als Zugpendelstützbock auch eine bauliche Einheit bilden.
Beim Ankuppeln wird das Zugmaul der Pendelstange über die Zugöse geführt, die sich als Gegenstück am anzuhängenden Gerät bzw. an der Deichsel des Anhängers befindet. Zur Befestigung der Zugöse im Zugmaul sind die beiden Zugpendelarme (Flachstähle) mit Lochbohrungen versehen, die einen senkrechten Steckbolzen aufnehmen, der wiederum z. B. mit einem Federstecker zu sichern ist.
Angehängt werden dürfen bei normgerechten Zugpendeln grundsätzlich Zugösen mit 40 bzw. 50 mm Innendurchmesser, die folgenden Normen entsprechen: ISO 1102 (DIN 74053-1), ISO 8755 (DIN 74054-1/2), ISO 5692-1 (auch ISO 20019; DIN 9678-2), ISO 5692-2 (DIN 11026) sowie DIN 11043.
Da technische Normen nur indirekt rechtliche Verbindlichkeit entfalten, werden von diversen Herstellern weiterhin – vor allem für alte Traktoren – auch nicht normierte Zugpendel regulär angeboten. Nicht normgerechte Zugpendel für neue Traktoren ähneln in ihren Maßen und im Aufbau meist grob den normierten Versionen.

## Heutige Verwendung

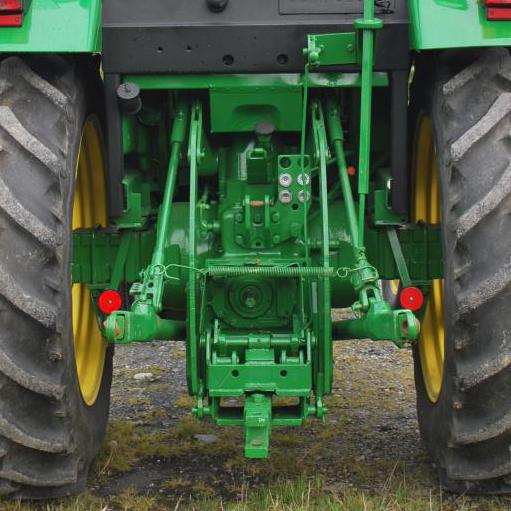
Heckansicht eines Standardtraktors der 1980er und 1990er Jahre: modernes Zugpendel als tiefster Punkt montiert, darüber Zapfwelle und Dreipunkthydraulik

Eingesetzt werden Zugpendel heute, Anfang des 21. Jahrhunderts, vorwiegend zum Ziehen von einfachen Bodenbearbeitungsgeräten wie Eggen und Walzen oder von Ballenpressen, Schwadern und weiteren Maschinen, bei denen eine eher geringe Stützlast auf dem Zugpendel ruht. Außerhalb des Straßenverkehrs ist dies in Deutschland ohne Bauartgenehmigung möglich.
Gemäß internationalen Regelungen sind Zugpendel allerdings bauartgenehmigungsfähig und dürfen daher bei vorliegender Genehmigung (ggf. nach Einzelabnahme) auch zur Verbindung von Traktoren mit Transportanhängern im Straßenverkehr genutzt werden. Dies empfiehlt sich auf Grund mangelnder Winkelbeweglichkeit (Drehbarkeit um die Traktorlängs- und -querachse) jedoch nicht bzw. – in Verbindung mit bestimmten Zugösen – nur bedingt. Im Vergleich zu anderen, ebenfalls mit Zugösen funktionierenden Anhängeformen wie Bolzen-, Hitch- oder Piton-Fix-Kupplungen weisen sie zudem ein großes Längs- und Seitenspiel auf, was zu unkomfortablem Fahrverhalten führt.
Zur Serienausstattung neuer Standardtraktoren gehört ein Zugpendel nur in wenigen Fällen, als Sonderausrüstung ist es jedoch oft erhältlich. Vereinzelt werden System- und Großtraktoren wie beispielsweise Claas-Xerion- oder Case-IH-STX-Modelle damit ausgerüstet, um eine stabile wendekreisreduzierende Zugvorrichtung für sehr breite Arbeitsgeräte oder Systemträger bereitzustellen, die eine Art der Untenanhängung erfordern. Normierte Zugpendel sowie einfache Zugpendelformen mit nur einem Flachstahl werden noch bei manchen Klein- und Kompakttraktoren als kostengünstige und flexible (schwenkbare oder zumindest längenverstellbare) Anhängevorrichtungen verbaut, weil in ihren Einsatzbereichen (z. B. bei der Rasenpflege) spurversetztes Arbeiten eine größere Rolle spielt und eher geringe Zug- und Stützlasten auftreten.